# Nisip petrolifer

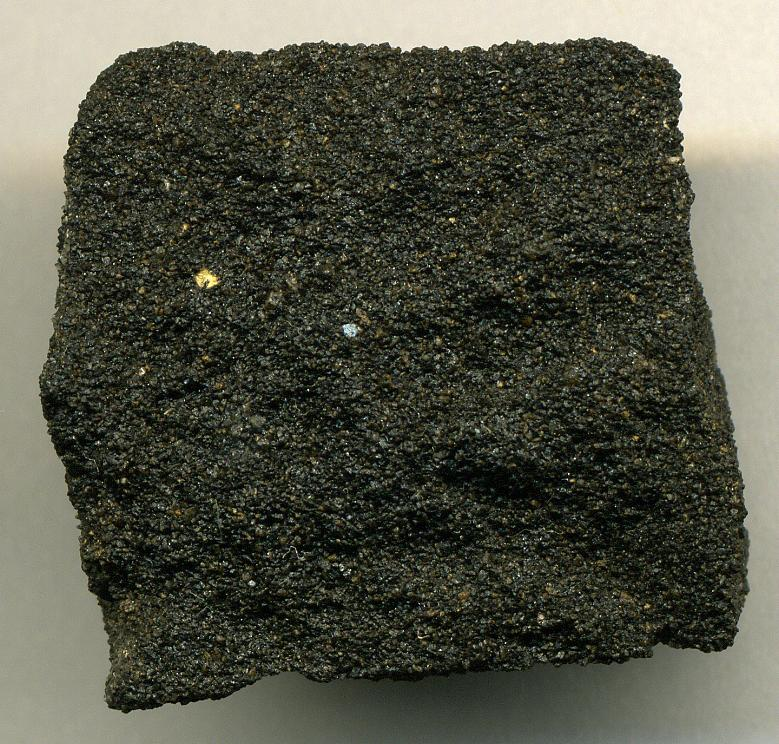
Nisip petrolifer

Nisipul petrolifer este o formă de zăcământ ce conține gaze naturale și petrol. Zăcământul se află la adâncimi diferite, frecvent poate fi situat chiar la suprafață. Nisipul este de regulă format din granule de cuarț; el conține pe lângă petrol și apă. Extragerea produselor petroliere din nisip este destul de costisitoare. Petrolul este amestecat cu impurități bituminoase, care au o viscozitate mare. Metoda de extragere constă prin pompare de cantități mari de apă, pentru a crește fluiditatea produselor petroliere. Cele mai importante zăcăminte de nisip petrolifer se află în Canada și Venezuela